# にゃんにゃんにゃんこ
にゃんにゃんにゃんことは、なかじまみすずによってデザインされた、サンエックスのキャラクターである。1999年から商品発売。2000年7月からシリーズ化した。

## 概要
san-xの猫のキャラクター。
にゃんにゃんにゃんこ（にゃんことも言う）は普通のにゃんこと違い、モノマネ（特に食べ物）が得意である。にゃんこまつりシリーズ以前は、“白いにゃんこ”と定義されていたが、三毛柄やトラ柄などの「珍しい柄のにゃんこ」も存在することが確認された。
好奇心旺盛で、何でもモノマネ（例えば普通のにゃんこは、猫じゃらしを見てじゃれてしまうが、にゃんにゃんこは猫じゃらしのマネをしてしまう）をするが、きまぐれなのですぐに飽きてしまうらしい。
にゃんにゃんにゃんこはにゃんこ村に住んでいるらしい。
にゃんこカフェを開いた“パテシエ”にゃんこは、外国帰りという設定もあり、にゃんこはにゃんこ村の中と外を行き来できるらしい。
移動手段は、にゃんこ電車、にゃんこジェット、にゃんこバスなど。いずれも、にゃんにゃんにゃんこのモノマネである。

## シリーズ
- にゃんこまつり
- にゃんこ茶屋
- にゃんこカフェ
- にゃんこ休み
- にゃんこ飯店
- にゃんこレストラン
- にゃんこ温泉
- にゃんこ神社
- にゃんこバーガー
- 駄菓子屋にゃんこ
- にゃんこパーティー
- にゃんこマーケット
- 日本にゃんこツアー
- にゃんこ学校
- にゃんこランド

## モノマネ
食べ物のモノマネが得意だが、食べ物以外のモノマネも多く紹介されている。
食べ物
- ぜんざい→にゃんこぜんざい
- アイスクリーム→にゃんこアイス
- おはぎ→おはぎにゃんこ
- あんまん→あんにゃんこまん
- ライチ→にゃいち
- クレープ→にゃんこクレープ

のりもの
- トラック→にゃんこトラック
- 電車→にゃんこ電車
- 飛行機→にゃんこジェット
- バス→にゃんこバス

その他
- にゃんこ温泉の女将→にゃんこ女将
- にゃんこ村のお地蔵様→にゃんこ地蔵
- 山→にゃんこ山

## キャラクター絵本
- 『にゃんにゃんにゃんこ　にゃんこ茶屋のまき』（勁文社、2001年4月、ISBN 978-4-7669-3741-1）
  - 復刻版（徳間書店、2004年1月、ISBN 978-4-19-861799-8）
- 『にゃんにゃんにゃんこ　にゃんこカフェのまき』（勁文社、2001年11月、ISBN 978-4-7669-3977-4）
  - 復刻版（徳間書店、2004年1月、ISBN 978-4-19-861800-1）
- 『にゃんにゃんにゃんこ　にゃんこ温泉のまき』（徳間書店、2004年1月、ISBN 978-4-19-861801-8）
- 『にゃんにゃんにゃんこ　日本にゃんこツアーのまき』（徳間書店、2006年4月 、ISBN 978-4-19-862164-3）
- 『にゃんにゃんにゃんこ　にゃんこランドのまき』（徳間書店、2007年11月、ISBN 978-4-19-862447-7）

## ゲーム
- 『にゃんにゃんにゃんこのにゃんコレクション』（エム・ティー・オー、ゲームボーイアドバンス、2005年3月24日）[3]